# Long-Range Hypersonic Weapon
El arma hipersónica de largo alcance (en inglés Long-Range Hypersonic Weapon, LRHW), también conocido como Dark Eagle (águila oscura), es un misil balístico de alcance medio hipersónico de superficie a superficie en servicio en el Ejército de los Estados Unidos desde 2023. La Armada de los Estados Unidos tiene la intención de adquirir una variante del misil lanzada desde un barco/submarino como parte del programa de ataque rápido convencional de alcance intermedio (en inglés Intermediate-Range Conventional Prompt Strike, IRCPS). El arma consiste en un gran cohete propulsor que lleva el cuerpo de planeo hipersónico común (C-HGB) sin motor en un cono de punta. Una vez que el propulsor alcanza una altitud y velocidad significativas, libera el C-HGB, que se desliza a velocidades hipersónicas a medida que desciende hacia su objetivo. Dynetics construirá el vehículo de planeo, mientras que Lockheed Martin construirá el propulsor y ensamblará el misil y el equipo de lanzamiento.
El C-HGB se ha probado con éxito dos veces, en octubre de 2017 y marzo de 2020. Está previsto que el misil entre en servicio con el Ejército en 2023. La Armada tiene la intención de desplegar el arma a bordo de sus destructores de la clase Zumwalt en 2025 y posteriormente en sus submarinos de la clase Virginia del Bloque V en 2028; estaba previsto que también se utilizara en variantes de misiles guiados de los submarinos de misiles balísticos de la clase Ohio, pero los retrasos en la financiación y el inminente retiro de los barcos hicieron que esos planes fueran descartados.

## Desarrollo y pruebas

### Cuerpo de deslizamiento hipersónico común
En 2018, la Armada fue designada para liderar el diseño del cuerpo de planeo hipersónico común con el aporte de la Oficina de Capacidades Rápidas y Tecnologías Críticas del Ejército.

#### Diseño

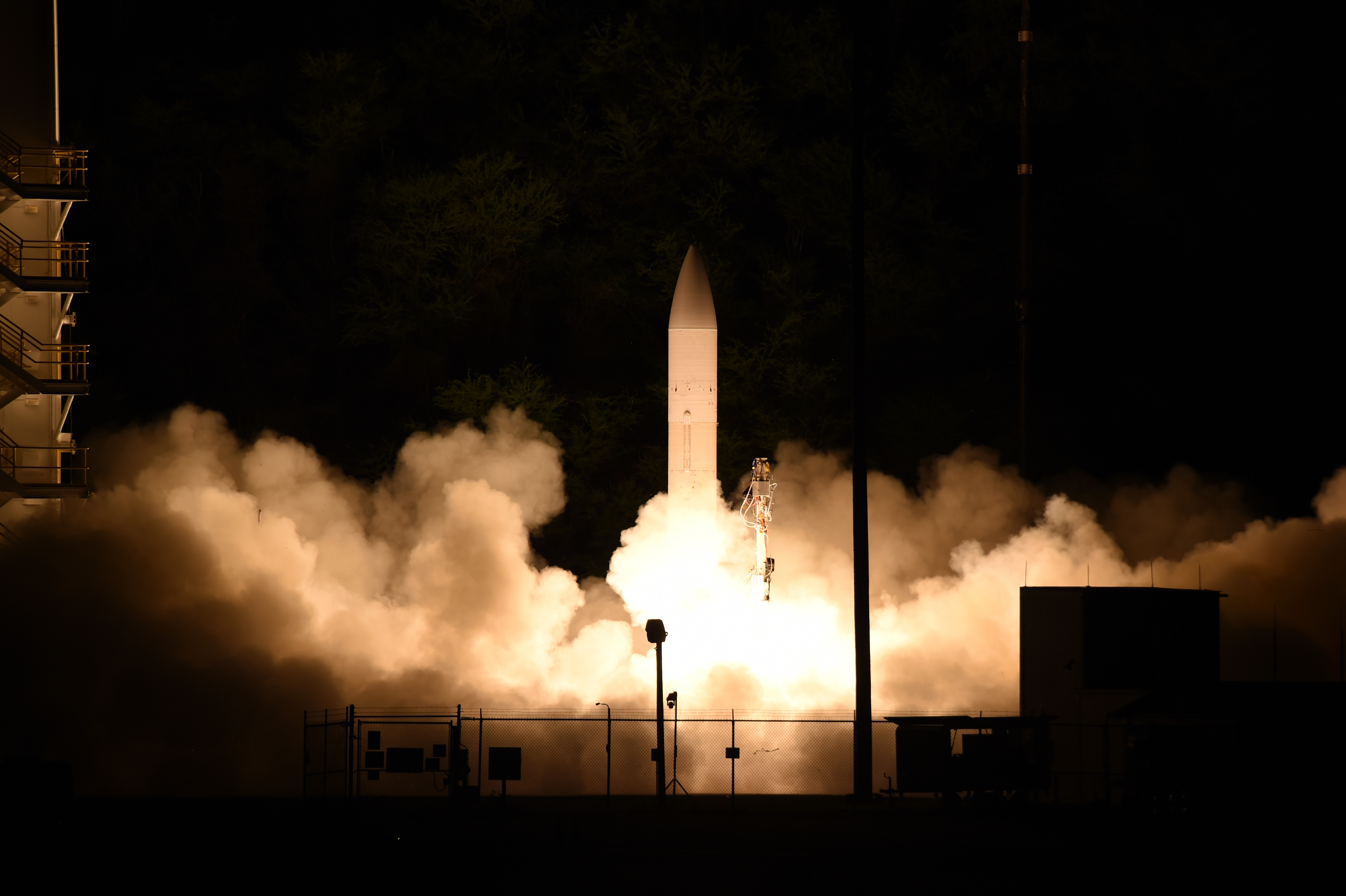
Lanzamiento de prueba en 2020 de un prototipo del cuerpo deslizante hipersónico común

El diseño del cuerpo de planeo hipersónico común se basa en el sistema de reentrada alternativo desarrollado previamente, que se probó a principios de la década de 2010 como parte del programa de armas hipersónicas avanzadas del ejército. El sistema de reingreso alternativo se basó en el prototipo del Experimento de vehículo de reingreso energético alado Sandia (SWERVE) desarrollado por el Laboratorio Nacional de Sandia en la década de 1980. El trabajo de diseño está a cargo de Sandia mientras Dynetics construye prototipos y unidades de prueba.

#### Pruebas

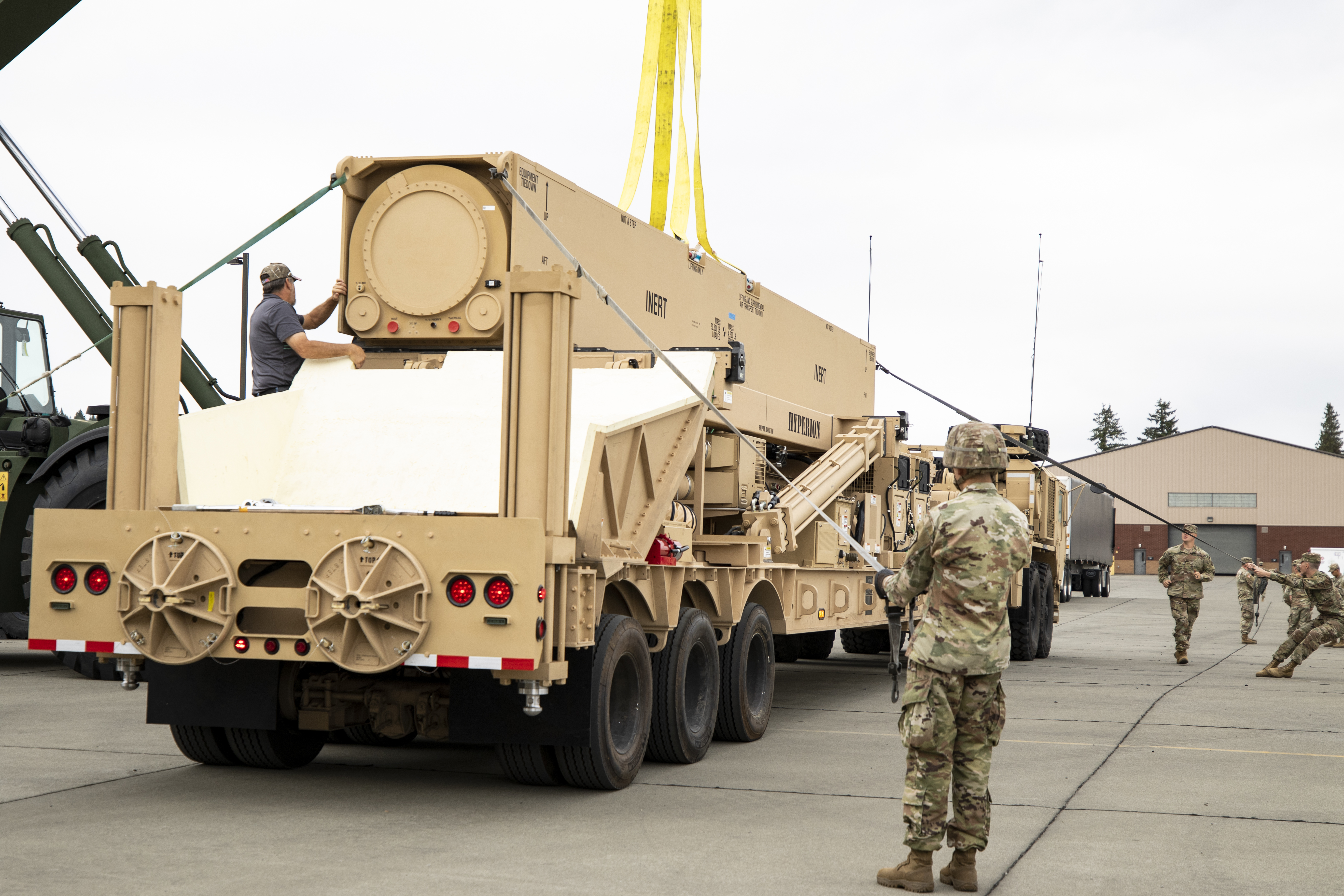
La entrega del primer prototipo de hardware hipersónico a los soldados del Batallón 5th, Regimiento de Artillería de Campo 3rd, Brigada de Artillería de Campo 17th se completa el 7 de octubre de 2021, con una ceremonia en la Base Conjunta Lewis-McChord, Washington.

La primera prueba del Experimento 1 de vuelo de ataque rápido convencional de alcance intermedio se realizó el 30 de octubre de 2017. Un misil capaz de caber en el tubo de lanzamiento de un submarino de misiles balísticos de la clase Ohio voló más de 2.000 millas náuticas desde Hawaii hasta las Islas Marshall en velocidades hipersónicas. El cuerpo deslizante hipersónico común se probó en marzo de 2020.
Los subsistemas LRHW se probaron en el Proyecto Convergencia 2022 (PC22).

### Impulsores
El motor de cohete sólido de primera etapa se probó el 27 de mayo de 2020.
En 2021 se probaron ambas etapas del propulsor de misiles, así como un sistema de control del vector de empuje.
El 29 de octubre de 2021, el cohete propulsor del arma hipersónica de largo alcance se probó con éxito en una prueba estática en Utah; En la prueba se incluyó el sistema de control del vector de empuje de la primera etapa.
En marzo de 2021 comenzó el entrenamiento con botes de misiles inertes. El 7 de octubre de 2021, la 17.ª Brigada de Artillería de Campaña del I Cuerpo recibió equipo terrestre para la primera batería LRHW operativa.
En junio de 2022, en Hawái, se produjo una falla en el lanzamiento del Conventional Prompt Strike después de la ignición. La prueba de un All-Up-Round para CPS, que utiliza un propulsor de dos etapas, falló antes de la ignición del C-HGB.

## Entrada en servicio
El Ejército de los Estados Unidos tiene la intención de desplegar el arma hipersónica de largo alcance en una batería de ocho misiles que contiene cuatro camiones y remolques M983, cada uno con dos misiles en botes de lanzamiento junto a un vehículo de comando. El LRHW ha sido nombrado Dark Eagle (Águila Oscura) por el ejército estadounidense.
En febrero de 2023, el 5.º Batallón, 3.º Regimiento de Artillería de Campaña (5-3 LRFB), el 1.º batallón de disparos de largo alcance del MDTF, desplegó el LRHW desde la Base de la Fuerza Aérea McChord, Tacoma, Washington hasta Cabo Cañaveral, Florida, una distancia de 3.100 millas.
Se probó con éxito un proyectil LRHW en algún momento antes del 28 de junio de 2024.